# Megagon
Un megagon sau 1 000 000-gon este un poligon cu un milion de laturi (mega-, din grecescul μέγας, care înseamnă „mare”, fiind un prefix unitar care indică un factor de un milion).

## Megagon Regulat
Un megagon obișnuit este reprezentat de simbolul Schläfli {1.000.000} și poate fi construit ca un trunchi de 500.000-gon, t{500.000}, un 250.000-gon trunchiat de două ori, tt{250.000}, sau un 62.500-gon trunchiat de patru ori, tttt{62.500}, un 31.250-gon trunchiat de cinci ori, ttttt{31.250} sau un 15.625-gon trunchiat de șase ori, tttttt{15,625.}
Un megagon regulat are un unghi interior de 179,99964°.

De fapt, pentru un cerc de dimensiunea ecuatorului Pământului, cu o circumferință de 40.075 de kilometri, o margine a unui megagon înscris într-un astfel de cerc ar avea puțin peste 40 de metri lungime. Diferența dintre perimetrul megagonului înscris și circumferința acestui cerc ajunge la mai puțin de 1/16 milimetri.
Deoarece 1.000.000 = 2⁶× 5⁶, numărul laturilor nu este un produs al primelor Fermat distincte și o putere a două. Astfel, megagonul obișnuit nu este un poligon construibil. Într-adevăr, nu este nici măcar construibil cu utilizarea unui trisector unghi, deoarece numărul de laturi nu este nici un produs al primelor Pierpont distincte, nici un produs al puterilor de doi și trei.